# ČEZ Basketball Nymburk
ČEZ Basketball Nymburk ist eine tschechische Profibasketballmannschaft aus Nymburk in Tschechien. Der Club spielt momentan in der tschechischen Nationalen Basketball-Liga. Neben der tschechischen Meisterschaft spielt der Club in der VTB United League.

## Geschichte
Der ČEZ Basketball Nymburk wurde 1929 gegründet. In seiner Geschichte trug der Klub verschiedene Namen. Seit 2004 trägt er den Namen des Sponsoren ČEZ. Der Aufstieg zum tschechischen Top Club begann 1995, als der Verein eine neue Führung bekam. Nymburgk stieg 1997 in die dritte tschechische Liga auf und schaffte 2000 den Aufstieg in die oberste tschechische Spielklasse. Nach dem dritten Platz 2002 schaffte Nymburk zwei Jahre später den Titelgewinn und gewann seit 2004 sämtliche tschechische Meisterschaften sowie neunmal den Pokal. In der Saison 2002/03 startete Nymburgk zum ersten Mal in einem europäischen Wettbewerb. Seit der Saison 2007/08 ist Nymburgk jedes Jahr im ULEB Eurocup dabei. Das beste Ergebnis bisher war die Viertelfinalteilnahme 2009/10 und 2011/12. In den Spielzeiten 2010/11 und 2011/12 startete Nymburgk in der Qualifikation zur EuroLeague. Da ČEZ in der nationalen Meisterschaft keine gleichwertige Gegner hat, startet der Club regelmäßig neben der eigenen Meisterschaft in den regionalen Ligen. So spielte Nymburk 2010/11 in der Adriatic League und von 2011 bis 2016 in der VTB United League.

## Erfolge
- Tschechische Meisterschaft (14): Sieger 2004–2017
- Tschechischer Pokal (10): Sieger 2005, 2007–2015